# Genjirō Kaneko
Pour les articles homonymes, voir Kaneko (homonymie).
Genjirō Kaneko (金子 原二郎, Kaneko Genjirō, né le 8 mai 1944) est un homme politique japonais membre du Parti libéral-démocrate (PLD). 
Kaneko est ministre de l'Agriculture, des Forêts et de la Pêche dans le gouvernement Kishida de 2021 à 2022. Il représente un district de Nagasaki à la chambre des conseillers depuis l'élection de la Chambre des conseillers du Japon en 2010. Kaneko est natif d'Ikitsuki et diplômé de l'Université Keiō.

## Carrière politique
Kaneko commence sa carriere politique en tant que membre de l'Assemblée préfectorale de Nagasaki en 1975. Il démissionne au cours de son troisième mandat à l'Assemblée en 1983 pour briguer le siège national de la Chambre des représentants qui était alors détenu par son père Iwazō Kaneko. Genjiro arrive deuxième dans le district n° 2 de Nagasaki aux élections générales de décembre 1983, obtenant l'un des quatre sièges représentés par le district. Iwazō décède à l'âge de 79 ans le 27 décembre 1983, 9 jours après la victoire électorale de son fils.
Kaneko conserve son siège dans le district n° 2 lors des élections suivantes en 1986, 1990 et 1993. À la suite des réformes électorales de 1994, il devient député de la circonscription uninominale de Nagasaki n°4 aux élections générales de 1996. En 1998, lors de son 5e mandat à la Chambre des représentants, Kaneko démissionne pour se présenter aux élections au poste de gouverneur de la Préfecture de Nagasaki.
Kaneko est gouverneur de la préfecture pendant trois mandats, de 1998 à 2010. Il choisit de ne pas briguer un quatrième mandat et soutient publiquement son adjoint Hōdō Nakamura lors des élections au poste de gouverneur de février 2010. Nakamura bat Tsuyoshi Hashimoto, qui avait le soutien du Nouveau Parti du peuple, du Parti démocrate du Japon et du Parti social-démocrate.
En octobre 2021, Kaneko devient ministre de l'Agriculture, des Forêts et de la Pêche dans le Gouvernement Kishida.